# Celia Friedman
Celia S. Friedman (ur. 12 stycznia 1957) – amerykańska autorka SF i fantasy.

## Życiorys
Celia S. Friedman studiowała projektowanie kostiumów, teatrologię i matematykę na kilku amerykańskich uczelniach (Brandeis University, Adelphi University); prowadziła wykłady z historii ubioru, a także zajmowała się scenografią, projektowaniem kostiumów teatralnych oraz choreografią walk i pojedynków dla potrzeb sceny. Jest członkinią Society for Creative Anachronism oraz League of Renaissance Swordsmen.
Jako pisarka debiutowała w roku 1986 powieścią science fiction In Conquest Born, wydaną przez DAW Books. W r. 1996 rzuciła pracę kostiumologa, aby w pełni zająć się pisaniem. Jest autorką ośmiu powieści, czterech opowiadań oraz jednej książki związanej z grą fabularną Wampir: Mroczne Wieki. Friedman jest też znaną miłośniczką kotów.

## Twórczość

### Powieści
- In Conquest Born (DAW 1986 ISBN 0-7564-0043-0)
- seria Azean Empire
  - The Madness Season (DAW 1990 ISBN 0-88677-444-6)
  - The Wilding (DAW 2004 ISBN 0-7564-0202-6)
- Trylogia Zimnego Ognia (The Coldfire)
  - Świt czarnego słońca (Black Sun Rising DAW 1991, wyd. pol. MAG, 1999 ISBN 83-87968-65-X)
  - Nadejście nocy (When True Night Falls DAW 1993, wyd. pol. MAG, 1999 ISBN 83-87968-25-0)
  - Korona cieni (Crown of Shadows DAW 1995, wyd. pol. MAG, 2000 ISBN 83-87968-30-7)
- seria The Outworlds
  - Obcy brzeg (This Alien Shore DAW 1998, wyd. pol. MAG, 2000 ISBN 83-87968-17-X)
  - This Virtual Night (DAW 2020 ISBN 978-0-7564-0988-3)
- Trylogia o Magistrach (The Magisters):
  - Uczta dusz (Feast of Souls DAW 2007, wyd. pol. Prószyński i S-ka, 2012 ISBN 978-83-7839-116-6)
  - Skrzydła gniewu (Wings of Wrath DAW 2009, wyd. pol. Prószyński i S-ka, 2012)
  - Dziedzictwo królów (Legacy of Kings DAW 2011, wyd. pol. Prószyński i S-ka, 2013)
- seria Dreamwalker
  - Dreamwalker (DAW 2014 ISBN 978-0-7564-0888-6)
  - Dreamseeker (DAW 2015 ISBN 978-0-7564-0895-4)
  - Dreamweaver (DAW 2016 ISBN 978-0-7564-0908-1)

Autorem polskich tłumaczeń powieści jest Zbigniew A. Królicki, z wyjątkiem trylogii o Magistrach, której tłumaczami są Grażyna Grygiel i Piotr Staniewski.

### Opowiadania
- The Dreaming Kind [w:] Catfantastic (DAW 1989), przedruk w Nine Lives, St. Francis Hospice 2001, przekład polski Śniący gatunek, Nowa Fantastyka 8/2001
- Downtime, [w:] DAW 30th Anniversary Science Fiction Anthology (DAW 2005)
- Terms of Engagement, [w:] The Magazine of Fantasy & Science Fiction, 2006
- Shall We Dance? [w:] Hags, Sirens and Other Bad Girls of Fantasy (DAW 2006)
- Soul Mate, [w:] Speculative Horizons (Subterranean Press 2010)
- Perfect Day, [w:] The Magazine of Fantasy & Science Fiction, March-April 2012
- Pandora, [w:] Alien Artifacts (Zombies Need Brains 2016)

### Inne
- The Erciyes Fragments (White Wolf 1998) ISBN 1-56504-297-2

## Główne motywy i tematyka twórczości
Friedman jest autorką zarówno powieści science fiction, jak i fantasy, często też łączy obydwa te gatunki, jak w Trylogii Zimnego Ognia, gdzie świat umieszczony w realiach fantasy (magia, quasi-średniowieczna rzeczywistość) jest w rzeczywistości ziemską kolonią na obcej planecie. Tematem powracającym w zasadzie we wszystkich powieściach Friedman jest wampiryzm: postacie wampirów powracają w większości jej powieści, a kilkoro z jej głównych bohaterów (przede wszystkim Gerald Tarrant z Trylogii Zimnego Ognia i Daetrin z The Madness Season) wykazuje wyraźnie wampiryczne cechy. Friedman ma tendencje do przedstawiania skomplikowanych psychologicznie i niejednoznacznych moralnie postaci (Tarrant, Anzha lyu Mitethe z In Conquest Born, Kamala z Feast of Souls); jej bohaterowie często naznaczeni są szaleństwem lub obsesją (Jamisia Capra z Obcego brzegu, Daetrin). Styl jej powieści jest epicki, bogaty, ze zdecydowaną predylekcją do narracji z punktu widzenia jednego z bohaterów.

## Charakterystyka powieści Friedman

### In Conquest Born
Space opera, opowiadająca o trwającej od wieków wojnie między dwoma kosmicznymi imperiami. Braxi to państwo o wyraźnie militarnym charakterze (wystylizowane przez Friedman na antyczną Spartę), rządzone przez jedną spośród kast/grup etnicznych swoich obywateli; Braxana, rządząca kasta obywateli, są skrajnie przeciwni wszelkim nowinkom, w tym ingerencji w ludzki genom. Celem życia mężczyzny na Braxi jest zdobycie jak najwyższej pozycji w wojsku i w życiu politycznym. Pozycja kobiet w społeczeństwie jest paradoksalna: z jednej strony formalnie pozbawione są wszelkich możliwości wpływania na politykę i zredukowane do quasi-niewolniczego statusu, z drugiej – wywierają spory pozakulisowy wpływ, przede wszystkim jako Panie Posiadłości (odpowiednik pierwszej małżonki) swoich władców. Ze względu na zwyczaj zawierania małżeństw w obrębie rodziny stałym problemem w społeczeństwie Braxi jest skrajnie niski przyrost naturalny, stąd ogromna waga przywiązywana do narodzin dzieci czystej krwi. Ich przeciwnikami w wojnie są mieszkańcy Azei (przypominającej Ateny z okresu wojny peloponeskiej). Azeańczycy są entuzjastami zmian, wprowadzanych do ludzkiego genomu: wskutek programu genetycznego rozwinęli m.in. telepatię oraz doprowadzili do powstania u mieszkańców swojej planety kojarzenia się w pary jeden raz i na całe życie. Są równie obsesyjnie przywiązani do idei czystości rasowej jak mieszkańcy Braxi, choć ich imperium jest wielonarodowe i wielorasowe. Na tym tle Friedman opisuje losy dwójki późniejszych przywódców, Azeanki Anzhy lyu Mitethe i Braxanina Zatara. Od wczesnego dzieciństwa Anzhy łączy ich więź nienawiści i ta nienawiść staje się dla obojga podstawowym bodźcem do rozwoju własnych talentów i osiągania coraz wyższej pozycji w swoich społeczeństwach. Anzha w efekcie staje się najgroźniejszą telepatką w historii Azei, a Zatar zdobywa, jako pierwszy w swoim społeczeństwie, pozycję imperatora. Opis nienawiści, rywalizacji i wynikającej z nich wzajemnej fascynacji, która łączy dwójkę bohaterów więzią silniejszą niż jakiekolwiek inne uczucie w ich życiu, jest najciekawszym literacko elementem debiutanckiej powieści Friedman. Gatunkowo powieść jest klasyczną space operą, z kosmicznymi imperiami, licznymi obcymi kulturami i opisami wojny w przestrzeni kosmicznej, ale Friedman uzupełniła ten schemat o rozbudowaną psychologię postaci; książka została za to skomplementowana przez recenzenta czasopisma "Locus" jako "space opera with brains".

### The Madness Season
Powieść science fiction z głównym bohaterem – wampirem. Ziemia została podbita (wraz z większością cywilizacji świata) przez Tyr, wojowniczą rasę gadopodobnych Obcych o wspólnej świadomości. Główny bohater, Daetrin Ungashak To-Alym Haal, jest żyjącym od tysiącleci, urodzonym w późnoantycznej Aleksandrii wampirem; stara się za wszelką cenę ukryć swoją tożsamość przed najeźdźcami. Odkryty i deportowany, musi zmierzyć się nie tylko z niewygodną prawdą o własnej znienawidzonej naturze krwiopijcy i zmiennokształtnego, ale i z faktem, że będzie musiał tę naturę zaakceptować, aby przetrwać i wspomóc swoich ludzkich braci – Ziemian w walce z Obcymi. W swojej podróży spotyka Kiri, przedstawicielkę innego obcego gatunku, Marra, bezcielesną i żywiącą się energią czerpaną z innych organizmów. Konfrontacja Daetrina z "królową" Tyr na rodzinnej planecie Obcych przybiera nieoczekiwany obrót, kiedy okazuje się, że wcześniejsze spotkanie Daetrina z jednym z przedstawicieli Tyr zaowocowało pojawieniem się, po raz pierwszy, indywidualizmu u jak dotąd całkowicie pozbawionych tej cechy Obcych. The Madness Season w swej podstawowej warstwie fabularnej to dość typowa powieść SF; jej najciekawsze elementy to po pierwsze, charakterystyka postaci, zwłaszcza Daetrina, po drugie – inteligentna zabawa konwencją mitu wampira: Daetrin nigdy nie używa sam wobec siebie tej nazwy, autorka wielokrotnie nawiązuje do znanych z tradycji literackiej i kina cech wampira, ale przedstawiając je w nowy sposób, odnoszący się do biografii bohatera (np. według wielu legend wampiry nie odbijają się w lustrze; Daetrin nie używa luster, bo nie znosi swojej osoby; nie wchodzi też do kościołów, nie dlatego, że nie może, ale dlatego, że chrześcijaństwo kojarzy się jemu – synowi pogańskiej kapłanki – jak najgorzej jeszcze z czasów młodości w Aleksandrii). Najzabawniejszym ukłonem w stronę hollywoodzkiej tradycji jest komentarz Daetrina do degeneracji jednego z jego krewniaków-wampirów: One of them, the older-bodied fellow haunting the Carpathians, had even talked himself into a garlic allergy, gdzie postać "starszawego gościa straszącego w Karpatach", który nabawił się alergii na czosnek, jest aluzją do klasycznej filmowej kreacji Beli Lugosiego w roli Draculi.

### Trylogia Zimnego Ognia
Najbardziej znana z powieści autorki, stojąca na pograniczu SF i fantasy wielowątkowa saga, podejmująca tematykę odkupienia, winy i ceny płaconej za magiczną moc. Fabuła koncentruje się wokół historii ludzkiej kolonii na planecie Ernie, na której istnieje aktywna forma energii znana jako fae. W interakcji z ludzkim umysłem powoduje ona, że najskrytsze myśli i najgorsze koszmary mogą stać się rzeczywiste (por. pomysł Stanisława Lema w Solaris). W efekcie, po około tysiącu lat, Erna zamieszkana jest przez ludzi, demony (powstałe z ich myśli, emocji i lęków) oraz Iezu, o których wierzy się, że są wyższym rodzajem demonów, a którzy w rzeczywistości okazują się potomkami ludzi i Obcych. Poza zamieszkanymi przez ludzkość terenami mieszkają rakhowie: lokalny inteligentny gatunek, zmuszony do przyspieszonej ewolucji przez ludzkość usiłującą doprowadzić do jego eksterminacji. Powieść ma dwu głównych bohaterów. Jeden z nich, Damien Vryce, kapłan-wojownik, porzuca swoją ojczyznę i przybywa do miasta Jaggonath, by służyć radą w sprawie magii tutejszemu kościołowi (nader magii niechętnemu). Damien potrafi posługiwać się magią, nie jest jednak Adeptem, czyli urodzonym talentem magicznym. W efekcie zamachu na Ciani z Faraday, w której się zakochał, Damien wyrusza w podróż poza granice świata zamieszkanego przez ludzkość. W podróży spotyka Geralda Tarranta, maga i potwora o wampirycznej naturze, żyjącego od tysiąca lat założyciela kościoła, któremu służy Damien. Osią dramatyczną powieści jest seria konfliktów osobowości i systemów wartości: Damiena z Tarrantem, Damiena z Patriarchą, przełożonym Kościoła, Damiena i Tarranta z demonem Calestą, chcącym przekształcić ludzkość w aspołeczną gromadę istot kierujących się wyłącznie najdzikszymi instynktami. W efekcie trwającej kilka lat podróży i Damien, i Tarrant zmieniają się w sposób, którego nie mogli przewidzieć: Damien zaczyna akceptować swojego towarzysza, którego początkowo traktował jedynie jako narzędzie do pokonania większego zła. Tarrant z kolei, który ze strachu przed śmiercią złożył kiedyś w krwawej ofierze swoje dzieci i żonę, by zawrzeć pakt z diabłem (znanym jako Nienazwani), zaczyna tęsknić za swoim utraconym człowieczeństwem. W rezultacie po pokonaniu najpierw Hegemona Lemy (Świt czarnego słońca), a następnie Nieumierającego Księcia (Nadejście nocy), bohaterowie staną do ostatecznej rozprawy z Calestą. Tarrant zdecyduje się na ostateczne poświęcenie: wiedząc, że czeka go potępienie i wieczność w piekle za to, czego się dopuścił, postanawia umrzeć, by przez to zniszczyć Calestę, którego może unicestwić wyłącznie akt altruizmu. Tarrant otrzymuje za to szansę na nowe życie. Trylogia Zimnego Ognia uchodzi za najznakomitsze dzieło Friedman, tak ze względu na wpisaną w fabułę powieści tematykę religijną, eschatologiczną i etyczną (kwestia odkupienia, problem odpowiedzialności człowieka i ludzkości za dawne winy), jak i dzięki interesującym i niebanalnie skonstruowanym postaciom, przede wszystkim obu głównym bohaterom. Porywczy, szczery i uczciwy Damien jest wyraźnie skontrastowany z sarkastycznym, błyskotliwym, zepsutym i wbrew pozorom cierpiącym Tarrantem, a opis rodzącej się między nimi niełatwej przyjaźni i porozumienia jest najciekawszym chyba z psychologicznych wątków cyklu.

### Obcy brzeg
Powieść utrzymana w konwencji cyberpunku. Ziemia pozostaje w konflikcie ze swymi dawnymi koloniami, zamieszkanymi przez potomków ludzkości zmutowanych pod wpływem podróży z prędkością nadświetlną. Monopol na superszybki transport międzyplanetarny posiada (podobnie jak w Diunie Franka Herberta) Gildia Międzyplanetarna, kontrolowana przez przedstawicieli jednej z post-ludzkich cywilizacji, Gueran. Nawigator prowadzący statek kosmiczny w nadprzestrzeni, zwanej ainniq, narażony jest na ryzyko spotkania z bytującymi tam istotami, znanymi jako smoki. Pilotowanie statku wymaga, by umysł znajdował się w specyficznym stanie zaburzeń paranoidalnych; nikt, poza Gueranami, nie jest w stanie tego osiągnąć. Na Ziemi trwają jednak próby złamania monopolu Gildii; korporacja Shido prowadzi eksperyment tego typu na dziecku, które przeżyło w dzieciństwie katastrofę i spędziło dłuższy czas w ruinach zawalonego centrum. Ta będąca obiektem eksperymentu główna bohaterka powieści, Jamisia Capra, nieświadoma swej prawdziwej natury, ucieka z kolonii kosmicznej i wyrusza w podróż do najbliższego węzła kosmicznego. W drodze, dzięki pozostawionym jej przez opiekuna wskazówkom, orientuje się, że posiada osobowość wieloraką i że jedna z jej kilkunastu osobowości jest niezdolna do jakiegokolwiek kontaktu. Wspomagana przez spotkanego na stacji Paradise hakera Feniksa, Jamisia zostaje włączona w śledztwo mające na celu wyjaśnienie spisku w obrębie Gildii, prowadzone przez autystycznego geniusza, profesora Kio Masadę. Ostatecznie spotkanie z Masadą przynosi Jamisii pogodzenie się z własną naturą i zaakceptowanie wielorakiej osobowości. Świat powieści pełen jest charakterystycznych dla cyberpunka gadżetów, takich jak modyfikacje ludzkiego mózgu przez wszczepianie mechanicznych części, integracja człowieka z maszyną, żyjąca we własnym zamkniętym środowisku subkultura hakerów. Friedman odwołuje się w tej powieści do kilku klasycznych powieści fantastycznych, w tym do Diuny Herberta oraz opowiadań Cordwainera Smitha. Nazewnictwo związane z podróżami kosmicznymi i kulturą Gueran zostało zaś zaczerpnięte z języków Eskimosów.

### The Wilding
Sequel do powieści In Conquest Born, osadzony w tym samym świecie, ale kilkaset lat później. Opowiada o losach wygnanego z Braxi Tathasa, który, zamiast ponieść śmierć za zdradę, został wysłany na rubieże świata w celu dopełnienia prastarego rytuału zwanego "the Wilding": ma on przywieźć odpowiednią (z punktu widzenia genetyki) partnerkę dla imperatora Braxi; ten zaś zadowoli się jedynie potomkinią legendarnej Anzhy lyu Mitethe. W drodze Tathas spotyka Zarę, Azeankę usiłującą wyjaśnić tajemnicę swego pochodzenia. Zara, telepatka, ma siostrę-bliźniaczkę Rho, która przebywa w sekretnej kolonii telepatów. W efekcie spotkania tej trójki zakończy się zaplanowana przed setkami lat wendeta Anzhy Mitethe.

### Uczta dusz
Pierwszy tom zaplanowanej trylogii fantasy, podejmującej tematykę zbliżoną do tej, która dominowała w Trylogii Zimnego Ognia. Friedman podejmuje tu po raz kolejny temat ceny, jaką płaci się za magię. W świecie jej powieści magia jest napędzana siłą duszy każdego człowieka: kiedy ten ogień się wypali, mag umiera. Istnieją jednak dwie kategorie magów, Wiedźmy (Witches), którymi mogą być i mężczyźni, i kobiety, oraz Magistrzy (Magisters), tylko mężczyźni, jak się powszechnie wierzy. Dla Wiedźmy każdy akt magii oznacza skrócenie sobie życia, jako że korzysta on/ona przy tym z zasobów własnej duszy; gdy ogień duszy (soulfire) gaśnie, Wiedźma umiera. Magister natomiast w momencie, kiedy umiera, jest w stanie sięgnąć po ogień duszy innego człowieka i odtąd żyć jego kosztem, powodując powolną śmierć ofiary. Korzystanie przez Magistrów z magii pozostaje tajemnicą: nikt, poza członkami bractwa, nie wie, na czym ono polega. Magistrowie są w tym świecie zjawiskiem stosunkowo nowym; wcześniej, w czasach straszliwej plagi Pożeraczy Dusz (souleaters), nie znano jeszcze takiego rodzaju magii. Powieść koncentruje się wokół dwu głównych motywów: historii Kamali, pierwszej kobiety, która została Magistrem, oraz ponownego pojawienia się w ludzkim świecie Pożeraczy Dusz, dziwacznych, na wpół demonicznych, na wpół zwierzęcych istot żywiących się ogniem dusz ludzi. Powieść ma liczne postaci i skomplikowaną, wielowątkową strukturę.